# Daesan-eup
Daesan-eup (koreanska: 대산읍) är en köping i Sydkorea.  Den ligger i kommunen Seosan och provinsen Södra Chungcheong, i den västra delen av landet, 80 km sydväst om huvudstaden Seoul.
I norra delen av Daesan finns ett cirka 15 km² stort industriområde med bland annat en petrokemisk industri som ägs av det franska petroleum- och kemiföretaget Total och det koreanska konglomeratet Hanwha.